# Менхберг
Менхберг (нім. Mönchberg) — громада в Німеччині, розташована в землі Баварія. Підпорядковується адміністративному округу Нижня Франконія. Входить до складу району Мільтенберг. Центр об'єднання громад Менхберг.
Площа — 24,15 км2. Населення становить 2564 ос. (станом на 31 грудня 2020).